# Orhan Gülle
Orhan Gülle est un footballeur turc né le 15 janvier 1992 à Düzköy. Il évolue au poste de milieu de terrain à Gaziantepspor.

## Biographie
Orhan Gülle participe à la coupe du monde des moins de 17 ans 2009, au championnat d'Europe des moins de 17 ans 2009, et enfin au championnat d'Europe des moins de 19 ans 2011 avec les sélections turques.

## Carrière
- 2010-201. : Gaziantepspor ( Turquie)